# Nir Barkat
Nir Barkat (en hebreo: ניר ברקת‎) es un hombre de negocios y político israelí. Fue alcalde electo de Jerusalén desde el 11 de noviembre de 2008 al 4 de diciembre de 2018.

## Biografía
Nir Barkat nació en Jerusalén en el año 1959. Su padre, Zalman, fue profesor de Física en la Universidad Hebrea de Jerusalén. Fue miembro de la brigada de paracaidistas de las Fuerzas de Defensa de Israel durante 6 años (1977–83), como miembro de la reserva, alcanzó el rango de mayor.
Obtuvo el Título de grado (Bachelor's degree) en ciencias de la computación en la Universidad Hebrea de Jerusalén.
Está casado con Beverly y es padre de tres hijas.

El 1 de enero de 2023 fue nombrado ministro de Economía e Industria en representación del partido Likud.

## Carrera
Inició su carrera en la industria de alta tecnología fundando una empresa llamada BRM en el año 1988, que se especializó en software antivirus. Luego su compañía apoyó el desarrollo de nuevas empresas como Check Point y Backweb. Por último ayudó a fundar IVN.
Ingresó a la política en enero del 2003 cuando fundó el partido Yerushalayim Tatzli'ah (Jerusalén Triunfará) , siendo candidato a alcalde y logrando el 43% de los votos, aunque acabó derrotado por Uri Lupoliansky por escaso margen. A partir de entonces fue el jefe de la oposición hasta las elecciones del 2008.
El 11 de noviembre de 2008 ganó las elecciones a la alcaldía de Jerusalén con el 52% de los votos, contra su principal oponente, el ultraortodoxo Meir Porush, que obtuvo el 43%. Barkat es descrito como un político secular, en contraste con su oponente.
| Predecesor: Uri Lupolianski | Alcalde de Jerusalén 2008 - 2018 | Sucesor: Moshe Lion |